# Eudorylas venturai
Eudorylas venturai är en tvåvingeart som beskrevs av Christian Kehlmaier 2005. Eudorylas venturai ingår i släktet Eudorylas och familjen ögonflugor.
Artens utbredningsområde är Spanien. Inga underarter finns listade i Catalogue of Life.